# 西蒙·柯蒂斯
西蒙·柯蒂斯（Simon Curtis，1960年3月11日—）是一名英国电影导演与制片人，他执导的最知名作品是2011年的传记片《情迷梦露7天》。

## 事业
他最早是在伦敦的Royal Court Theatre开始踏入演艺行业的。第一份工作是担任剧作家Caryl Churchill编导的戏剧 Top Girls 的助理导演。后来他成为Danny Boyle与Max Stafford-Clark的助理导演。他参与过的主要戏剧作品有Road、 A Lie of the Mind、Roots、 Dinner with Friends 和 The Rise and Fall of Little Voice。

## 个人生活
1992年，他与美国女演员伊莉莎白·麥戈文结婚。两人育有2个女儿，居住于伦敦的Chiswick。

## 作品列表

### 电影
- 1998：《夏日球緣》（電視電影）
- 1999：《塊肉餘生記》（電視電影）
- 2002：《男人與男孩》（電視電影）
- 2009：《在瑞士的日子》（電視電影）
- 2011：《夢露與我的浪漫週記》（兼執行製片人）
- 2015：《名畫的控訴》（兼執行製片人）
- 2017：《永遠的小熊維尼》
- 2019：《我在雨中等你》